# Podia

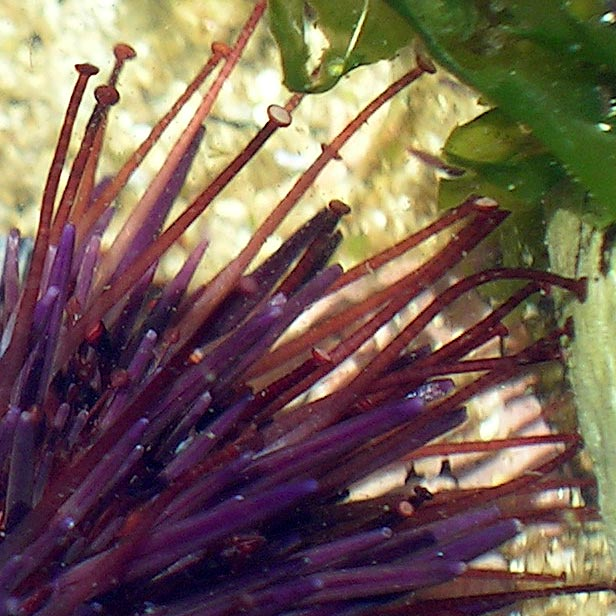
Podia d'oursin visibles entre les piquants.

Les podia (singulier podion) sont de petits organes disposés en rangées le long du corps des échinodermes et qui jouent un rôle dans leur locomotion, mais aussi parfois leur nutrition et respiration.

## Description

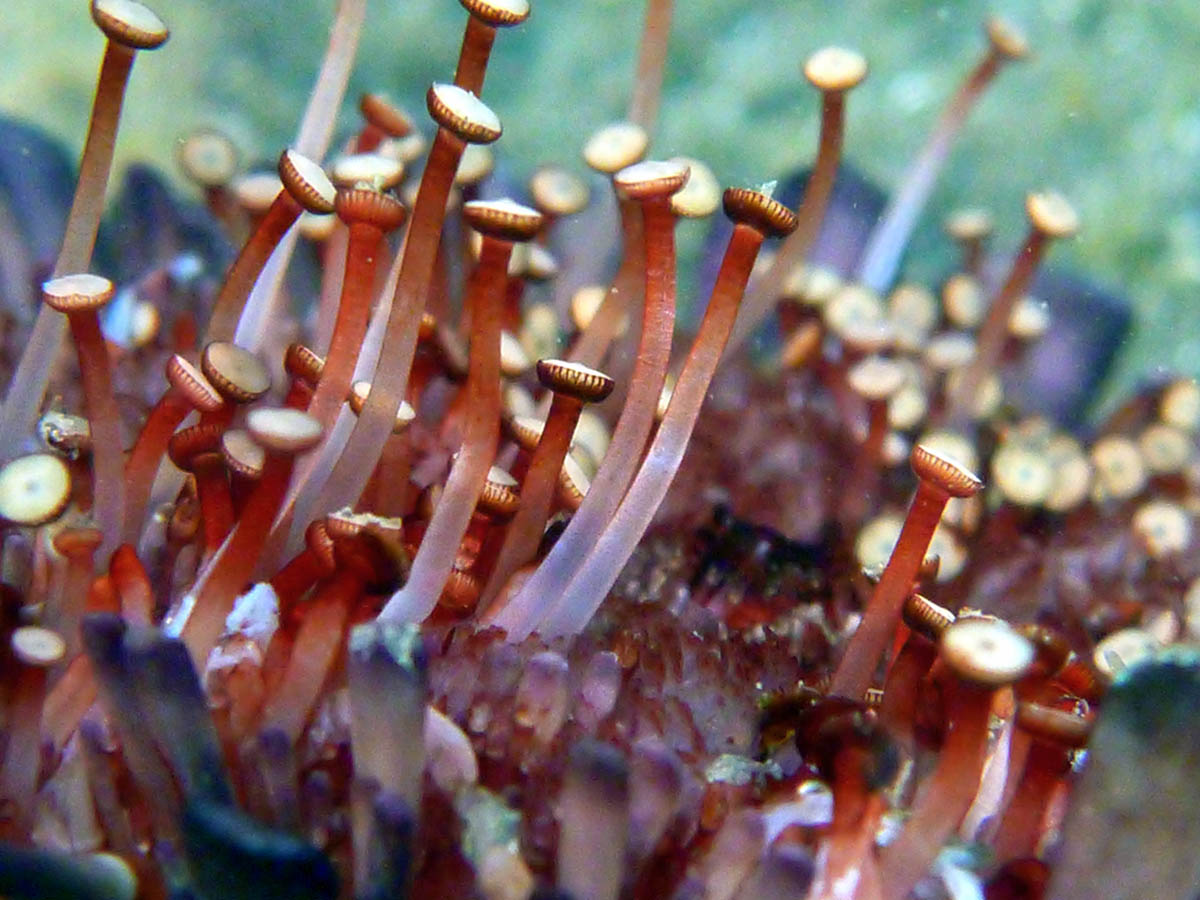
Podia d'oursin-tortue, parmi les plus puissants des oursins.

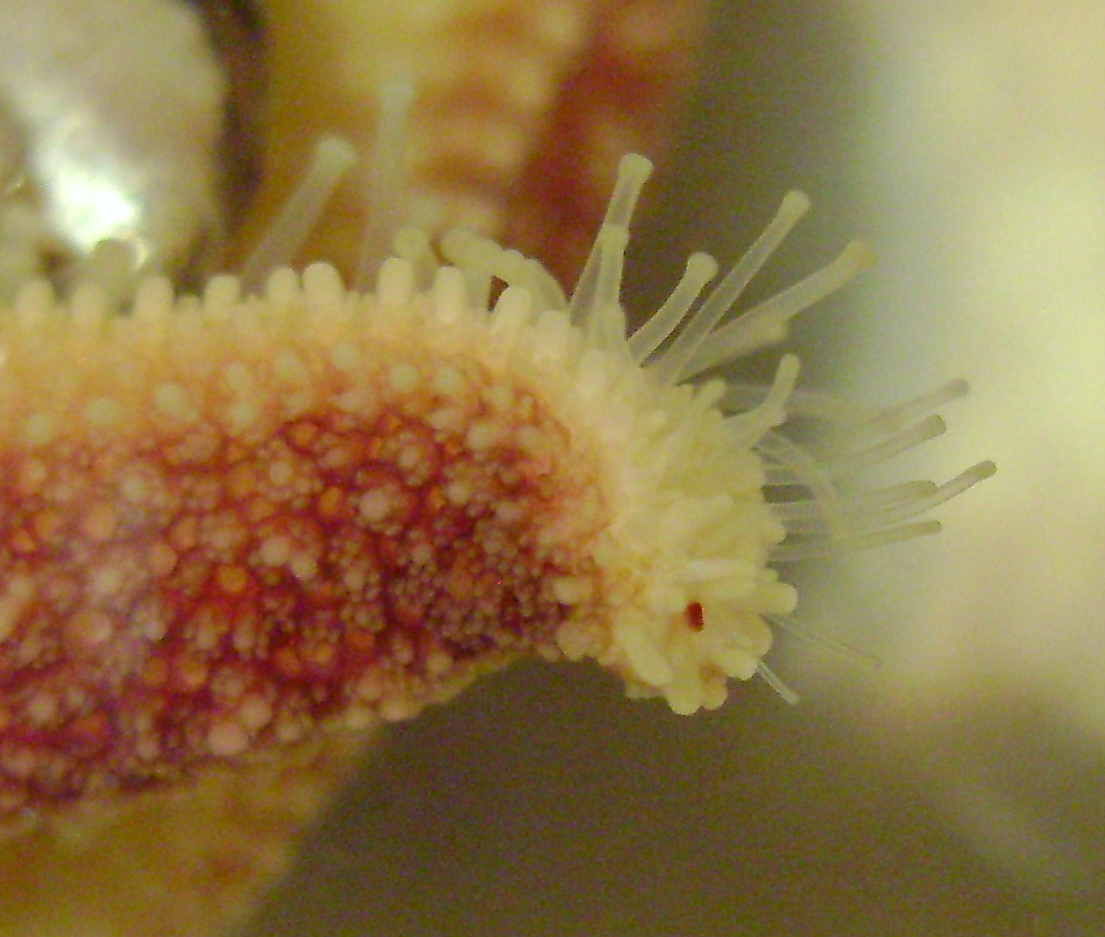
Podia d'une étoile de mer polaire (Leptasterias polaris).

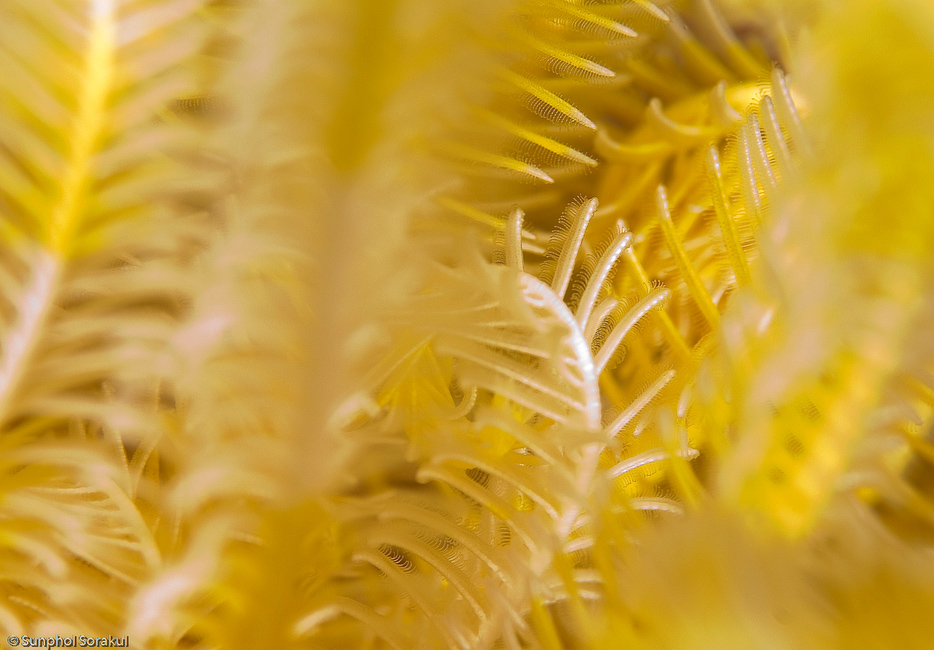
Gros plan sur les pinnules d'un crinoïde : on voit les rangées de podia translucides.

Parfois nommés en français pieds ambulacraires ou tubes ambulacraires, ces organes se présentent sous la forme de petits tubes mous, cylindriques et creux, contractiles voire rétractiles. Ils sont reliés au système ambulacraire des échinodermes, qui commande leur turgescence. Ils peuvent se terminer ou non par une « ventouse » (en fait une plate-forme collante, sans pouvoir aspirant). Ils semblent avoir servi à l'origine à acheminer la nourriture vers la bouche (c'est encore le cas chez les crinoïdes et certains échinodermes suspensivores), mais ont évolué chez les étoiles de mer, les holothuries et les oursins vers une fonction locomotrice. Leur nombre et la finesse de leur épiderme leur confère aussi un rôle respiratoire chez de nombreuses espèces dépourvues d'organes spécialisés dans la respiration (notamment les oursins irréguliers).

## Mode de fonctionnement
Contrairement à une idée très répandue (et longtemps admise par les scientifiques), les podia ne sont pas des ventouses : ils ne sont généralement pourvus d'aucun système de succion, et ne disposent normalement pas d'une cavité à vide. Leur pouvoir adhérant est en fait dû à la sécrétion d'une puissante colle sécrétée par des cellules spécialisées. Lors du détachement, ces cellules sécrètent un dissolvant, qui dissout la structure collante et permet la libération du podion. 
La « ventouse » située à l'extrémité est donc en fait un simple élargissement terminal du podion, et sert à augmenter la surface d'adhésion au substrat (elle est d'ailleurs généralement plate et pas concave). 
L'adhésion par colle plutôt que par succion est en fait un avantage, car cela permet d'escalader des parois rugueuses, alors que des ventouses ne peuvent coller que sur des surfaces parfaitement lisses. 
La colle particulièrement efficace que sécrètent les échinodermes est étudiée par des ingénieurs, en vue d'en tirer des applications industrielles sur le modèle du biomimétisme.

## Spécificités des différents groupes d'échinodermes
Parmi les cinq classes d'échinodermes, on retrouve des podia de manière plus ou moins dérivée :
- étoiles de mer : présence de podia ayant en général des « ventouses » sur toute la face orale : ce sont les principaux organes de la locomotion. Chez les étoiles de sable de l'ordre des Paxillosida, les podia ont souvent perdu leur ventouse et se terminent en pointe.
- ophiures : présence de podia sans ventouse (c'est pour cela que contrairement aux étoiles de mer, les ophiures ne peuvent pas se fixer sur des parois à la verticale), mais certains groupes en sont dépourvus.
- oursins : présence de podia avec ventouses entre les piquants, au niveau des 5 « aires ambulacraires » réparties en méridiens. Ils sont reliés à des paires de pores (« adradial » et « perradial »), commandant respectivement l'entrée et la sortie du liquide[7]. Ils peuvent être plus ou moins spécialisés dans la préhension, la respiration ou la locomotion[7].
- holothuries : Toutes les espèces possèdent un cercle de podia transformés en tentacules péri-buccaux servant à la nutrition, et chez tous les ordres sauf les Apodida, il y a présence de rangées longitudinales de podia ambulacraires au moins sur la face ventrale (« trivium »), ceux de la face dorsale pouvant être modifiés en papilles. Chez les Elpidiidae, ils sont devenus épais et charnus, ressemblant presque à de véritable pattes.
- crinoïdes : présence de podia entre les pinnules, servant à acheminer la nourriture vers la bouche.

Il ne faut pas confondre les podia avec les pédicellaires, qui sont des structures plus courtes en forme de pince ou de massue qui servent au nettoyage du tégument et à la défense, et présentes chez certains oursins et étoiles de mer uniquement, avec des formes très variables.

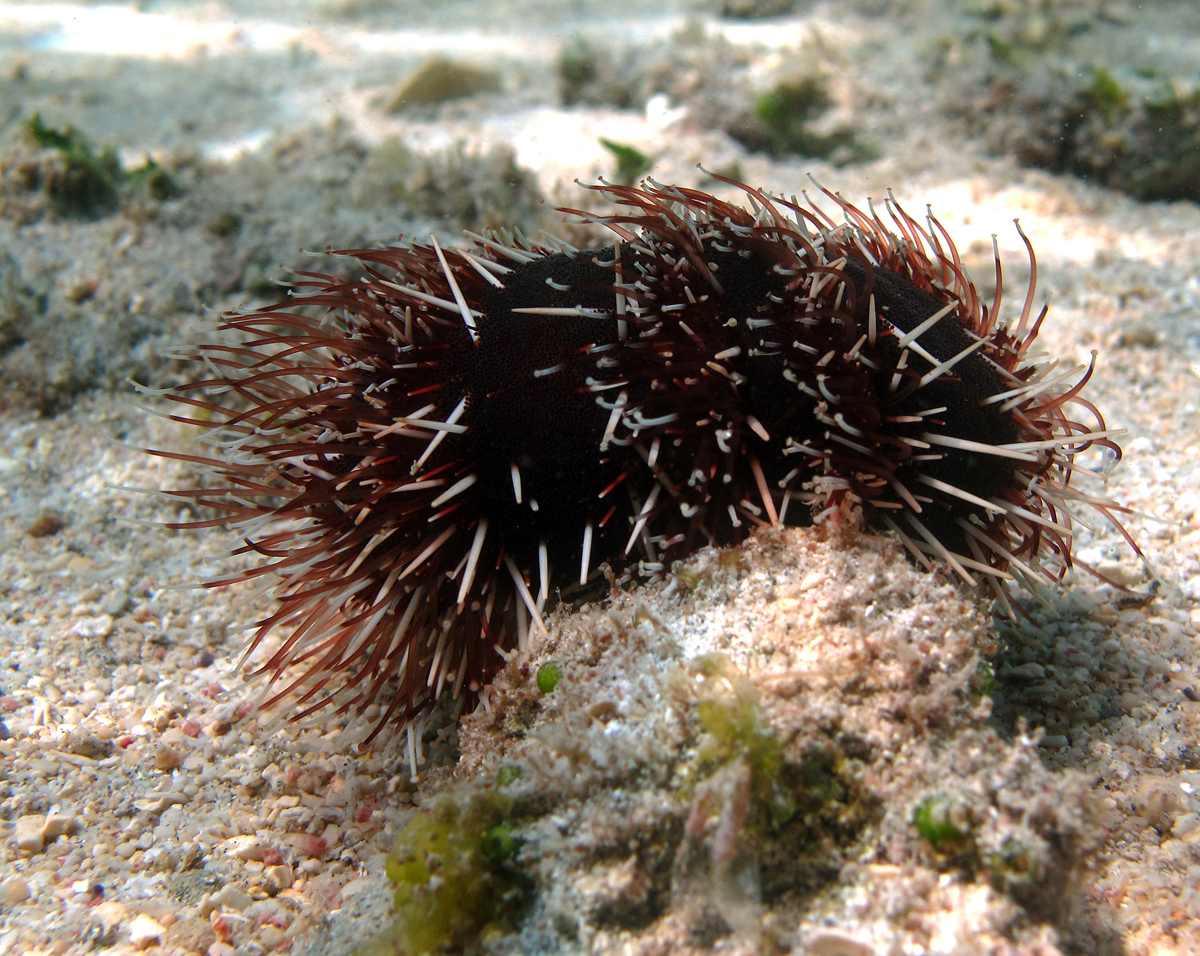
Un Tripneustes gratilla réunionnais aux longs podia.
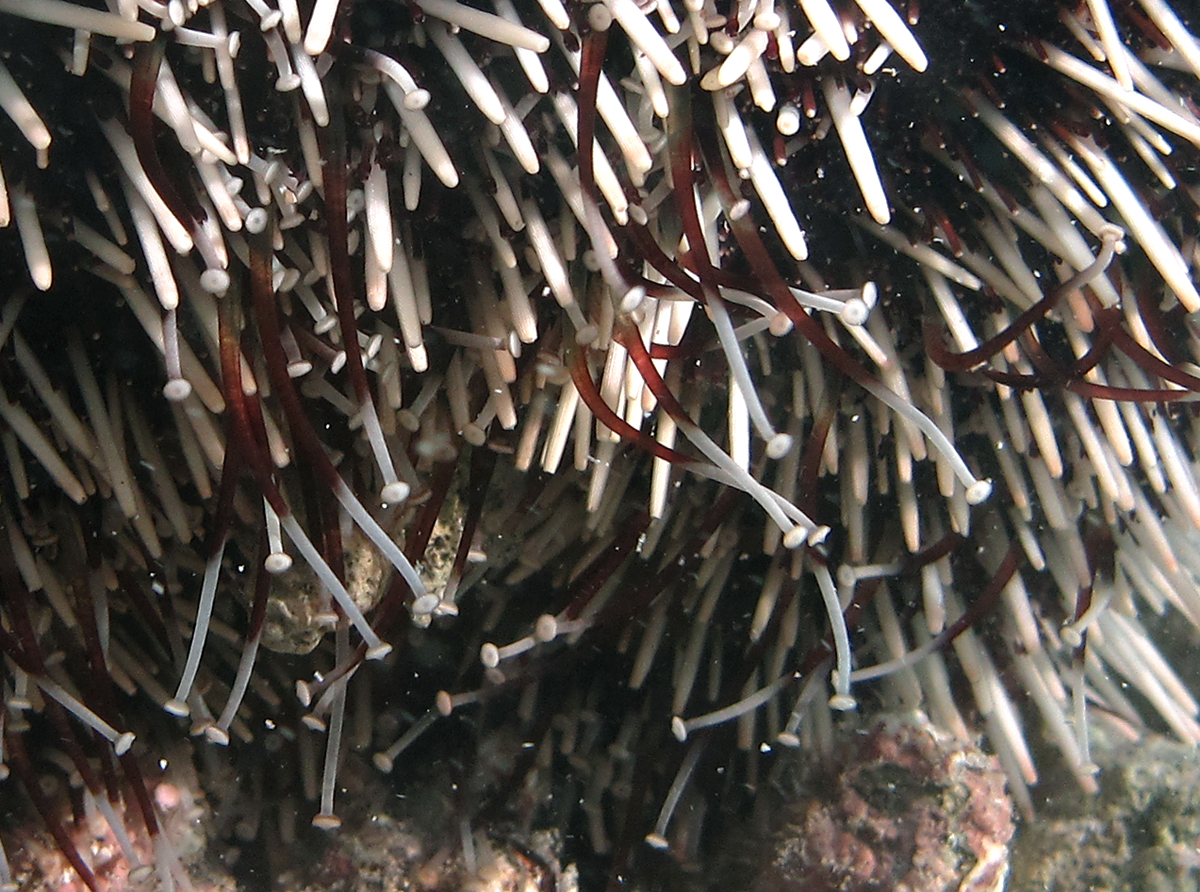
Gros plan sur le même individu, mettant en évidence la forme de ventouses des podia.
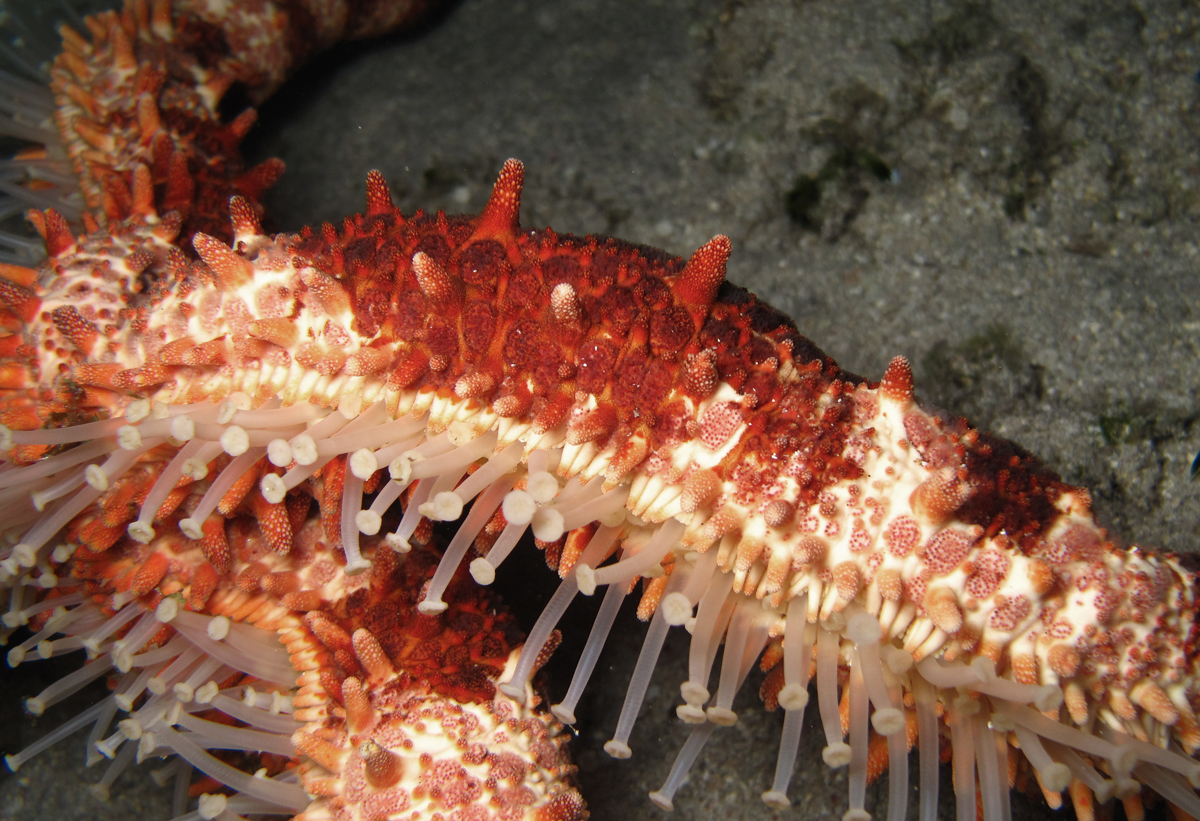
Podia d'une étoile cloutée (Mithrodia clavigera), parmi les plus puissants des étoiles.
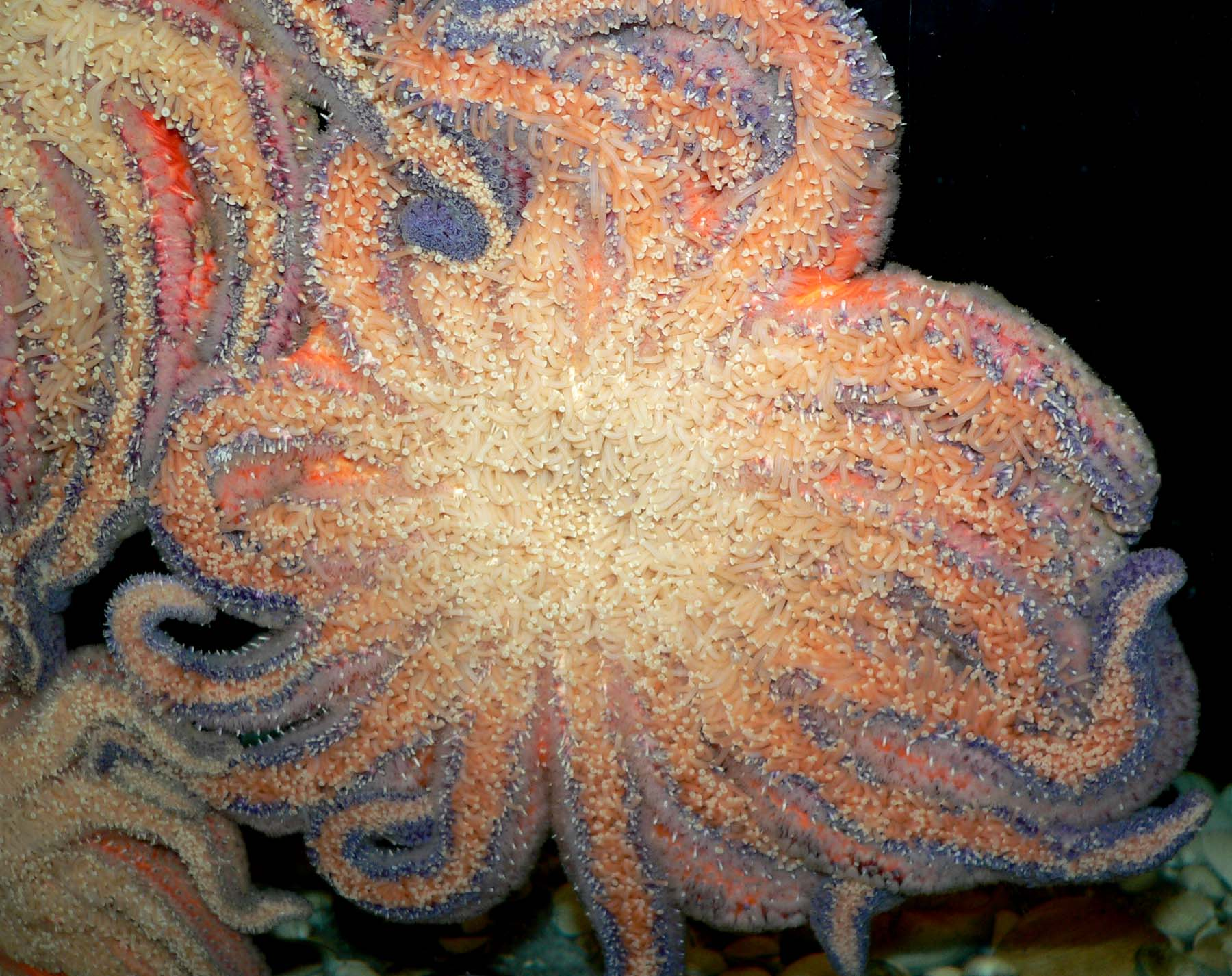
Face orale d'une étoile Pycnopodia helianthoides aux podia nombreux et robustes.
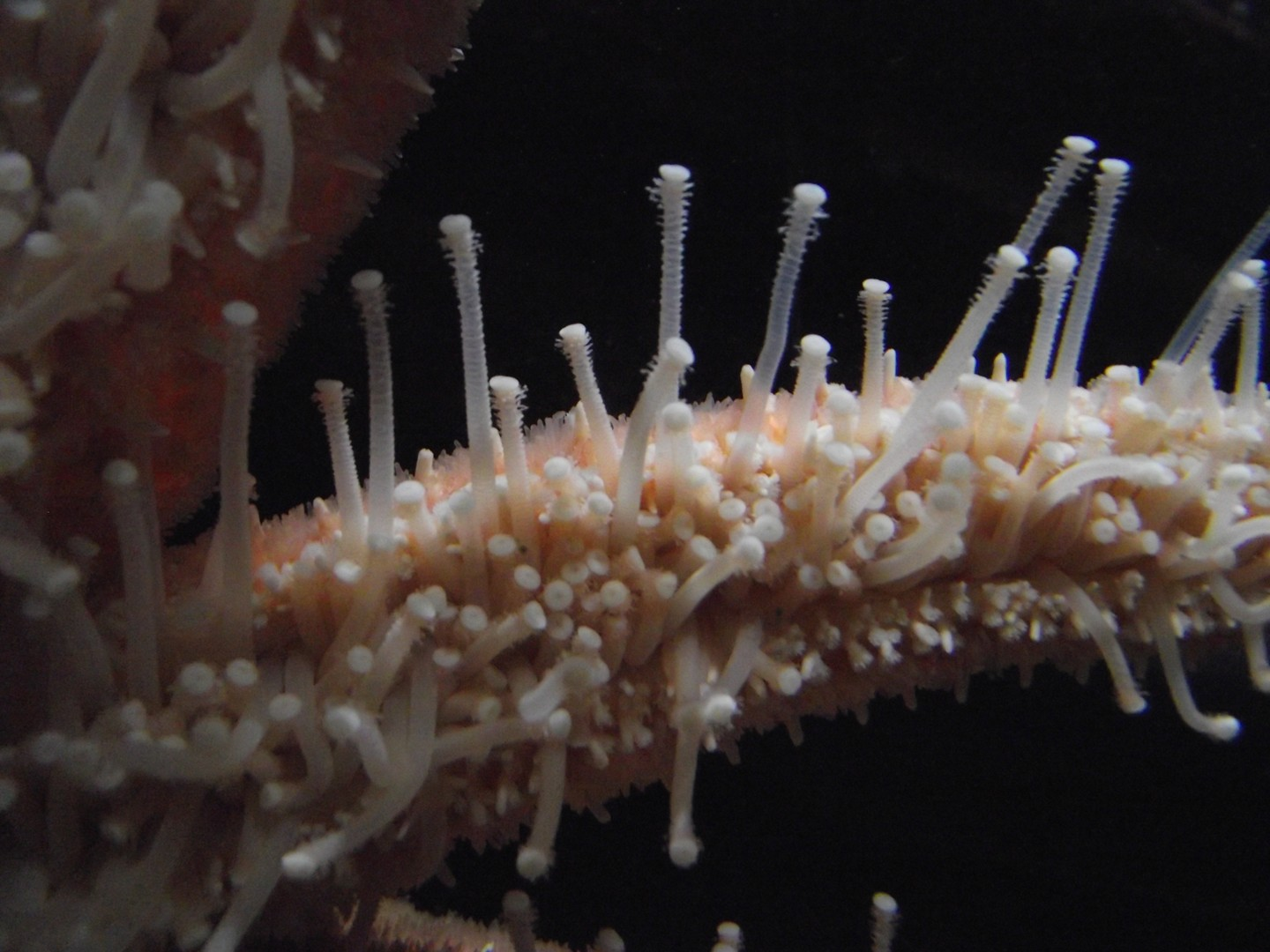
Gros plan sur les podia d'une P. helianthoides.
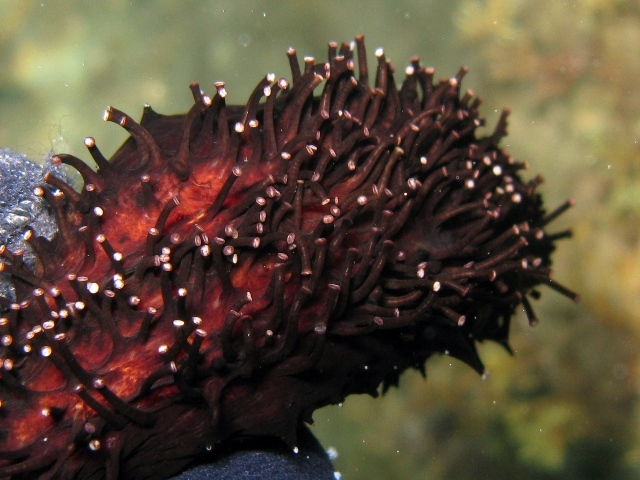
Podia d'une holothurie Holothuria forskali